# Västfjordarna
Västfjordarna (isländska: Vestfirðir, [ˈvɛstˌfɪrðɪr̥]
 ( lyssna)) är en halvö och en region i nordvästra Island. Den binds ihop med resten av Island via ett tio kilometer brett näs mellan Gilsfjörður och Bitrufjörður. Västfjordarna är mycket bergiga, och deras kustlinje är kraftigt sönderskuren av ett dussintal fjordar som omges av branta klippor.
Klippan Látrabjarg är det längsta fågelberget i norra Atlanten. Här ligger även Bjargtangar, som inkluderat olika öar brukar räknas som Europas västligaste punkt, även om området ligger inom den Nordamerikanska kontinentalplattan. Den portugisiska ögruppen Azorerna i Atlanten ligger dock längre västerut, men räknas endast ibland som europeisk.
Bristen på platt lågland gör att området inte lämpar sig för jordbruk, men naturliga hamnar i många av fjordarna och närhet till fiskeområden gör fisket viktigt för den lokala ekonomin. Västfjordarna har en befolkning på totalt 7 379 invånare enligt 2023-års folkräkning. Den största staden är Ísafjörður, med en befolkning på 2 785 invånare, och är regionens kommersiella, administrativa och infrastrukturella centrum.

## Huvudsakliga bosättningar i Västfjordarna
- Bolungarvík
- Brjánslækur [ˈprjaunsˌlaiːkʏr̥]
- Ísafjörður
- Tálknafjörður
- Flateyri
- Skálanes [ˈskauːlaˌnɛːs]
- Suðureyri
- Súðavík
- Bíldudalur
- Þingeyri
- Patreksfjörður
- Reykhólar
- Hólmavík
- Hnífsdalur
- Drangsnes

## Galleri

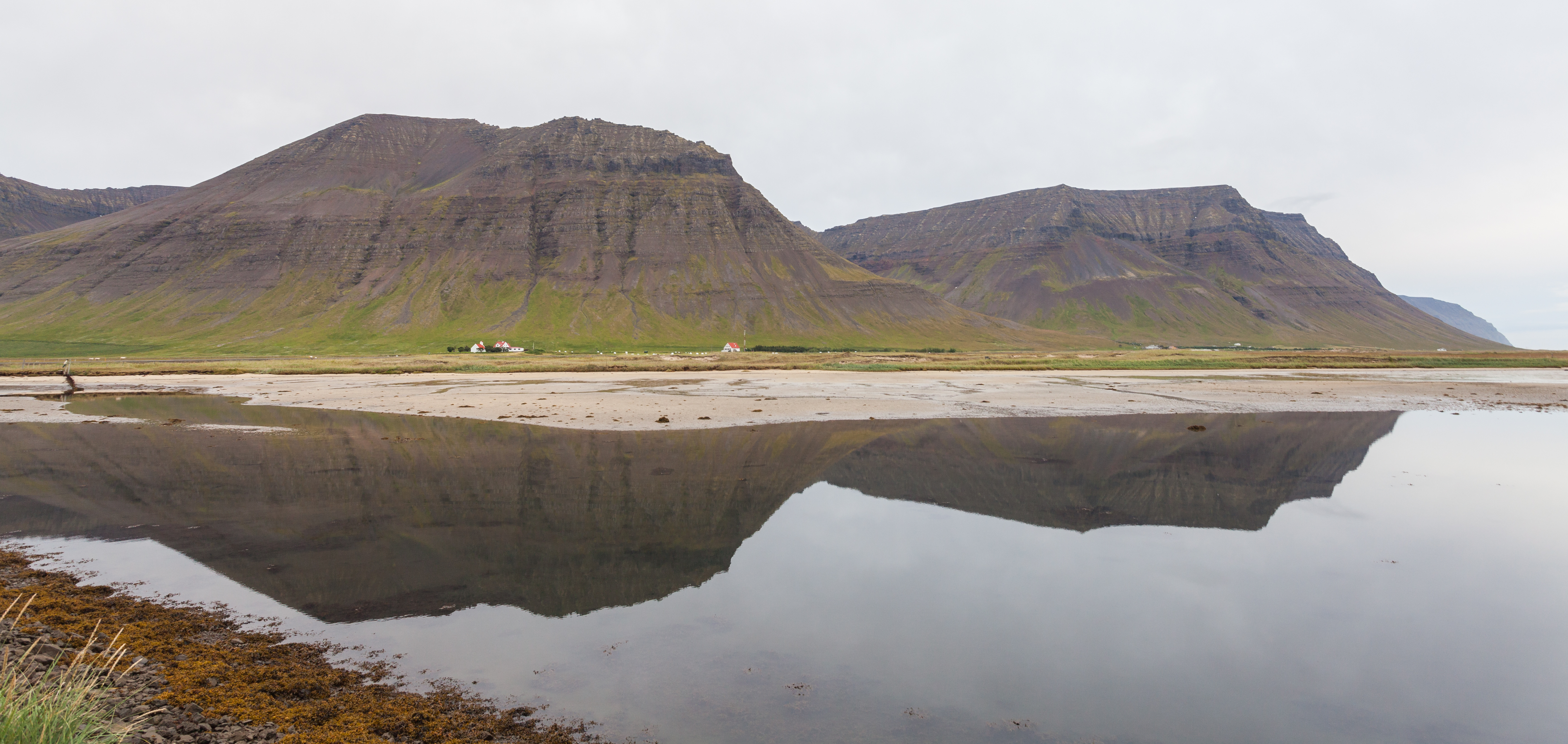
Dýrafjörður, Västfjordarna.
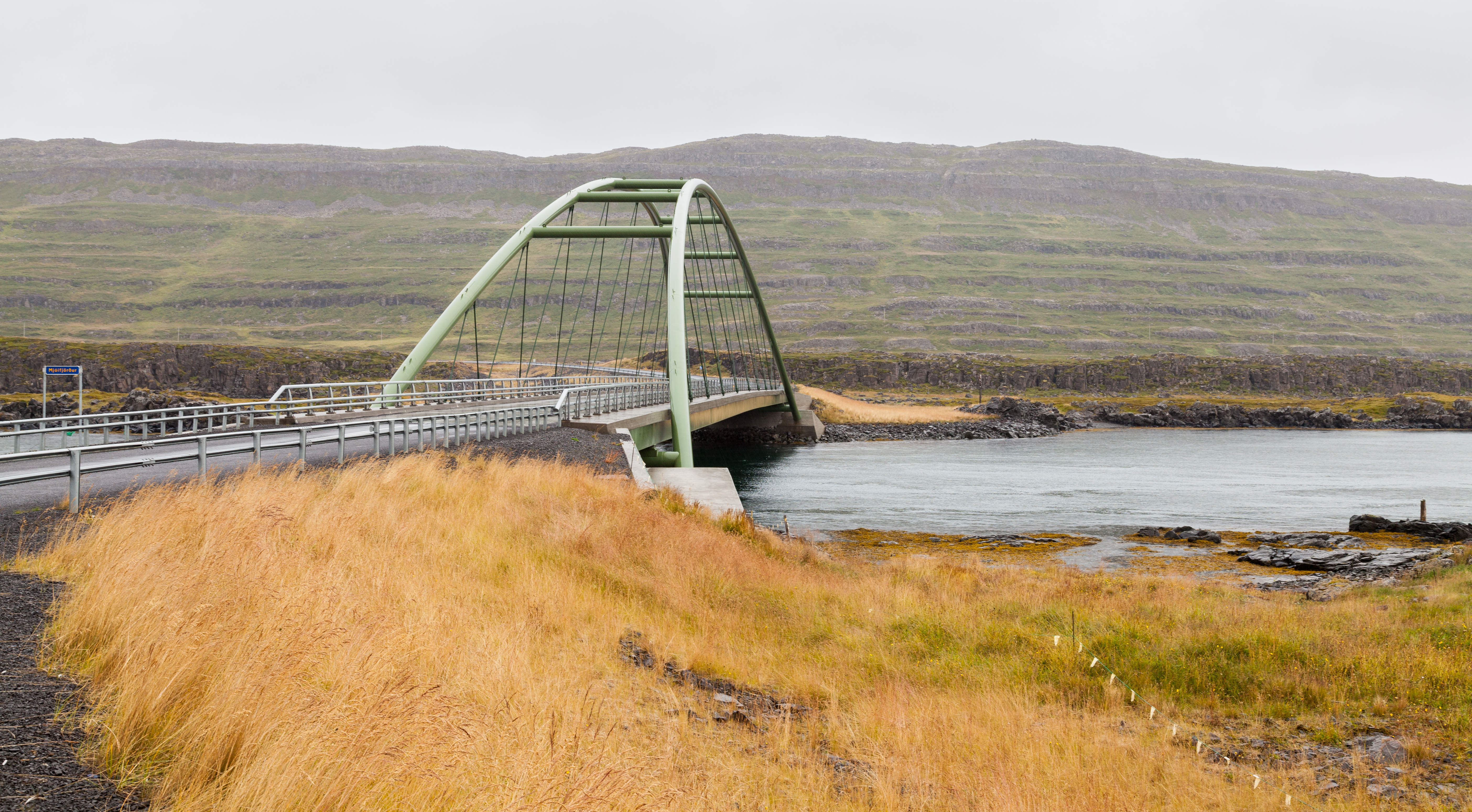
Mjóifjörður, Västfjordarna.
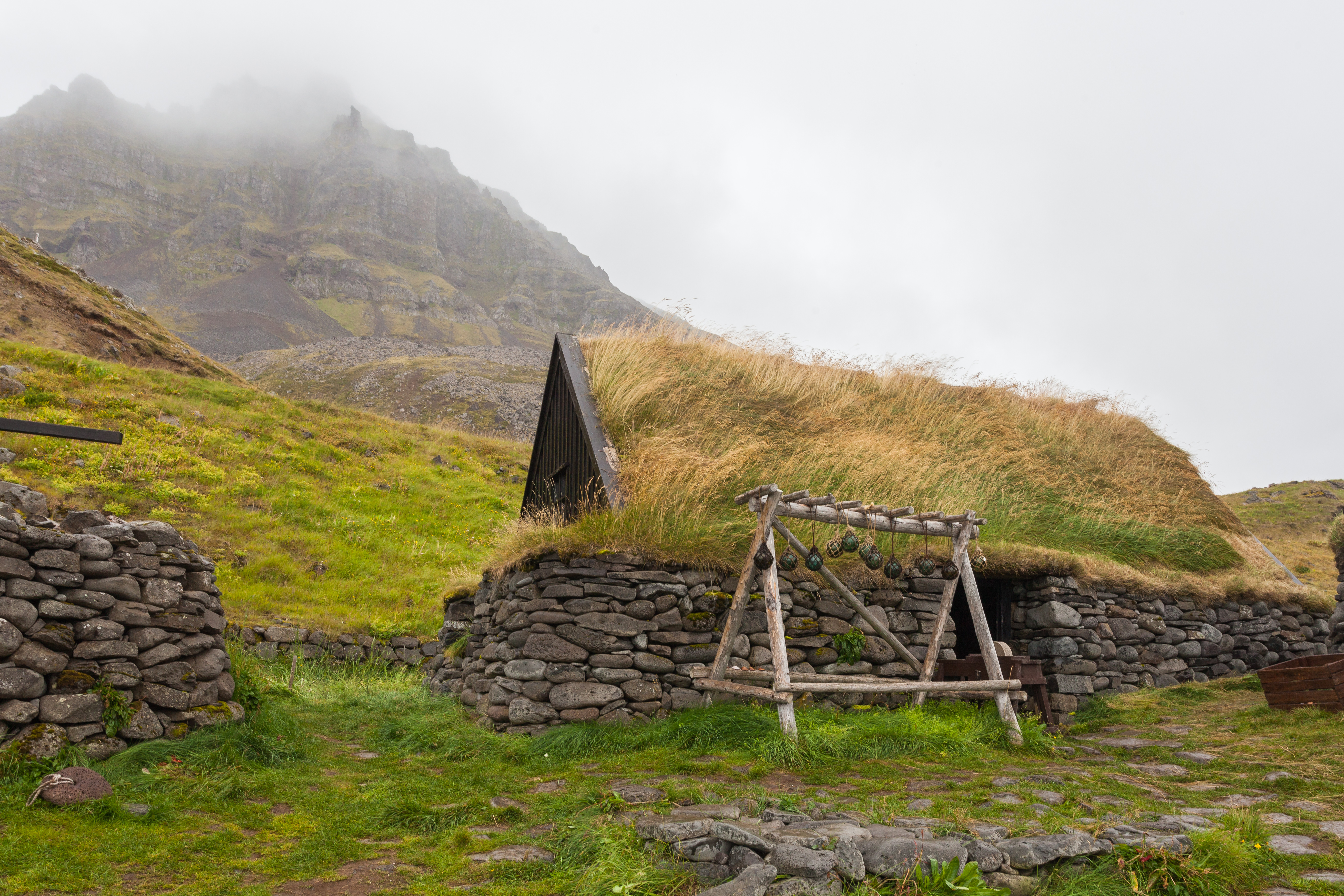
Ósvör, Bolungarvík, Västfjordarna.
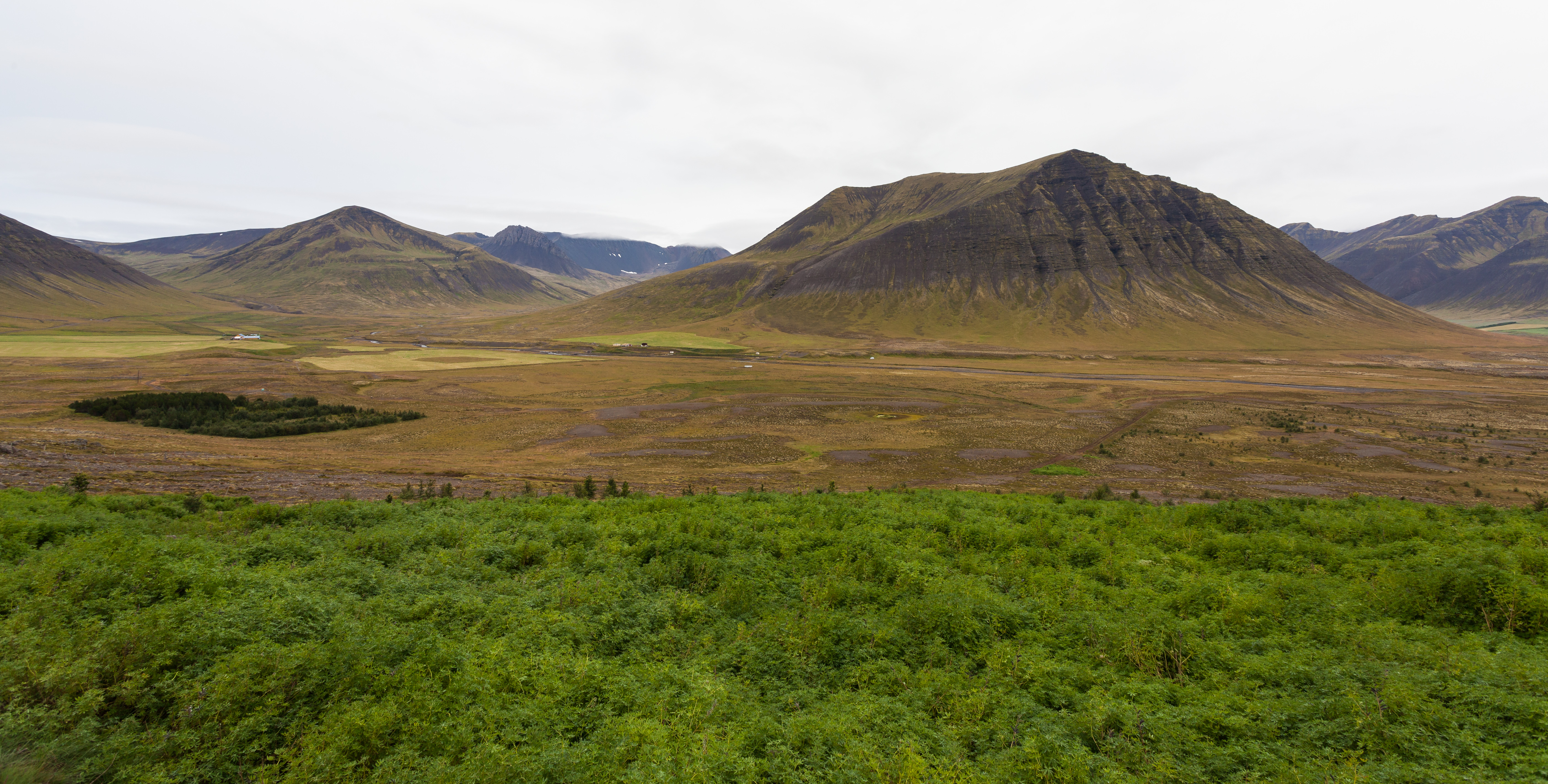
Þingeyri, Västfjordarna.
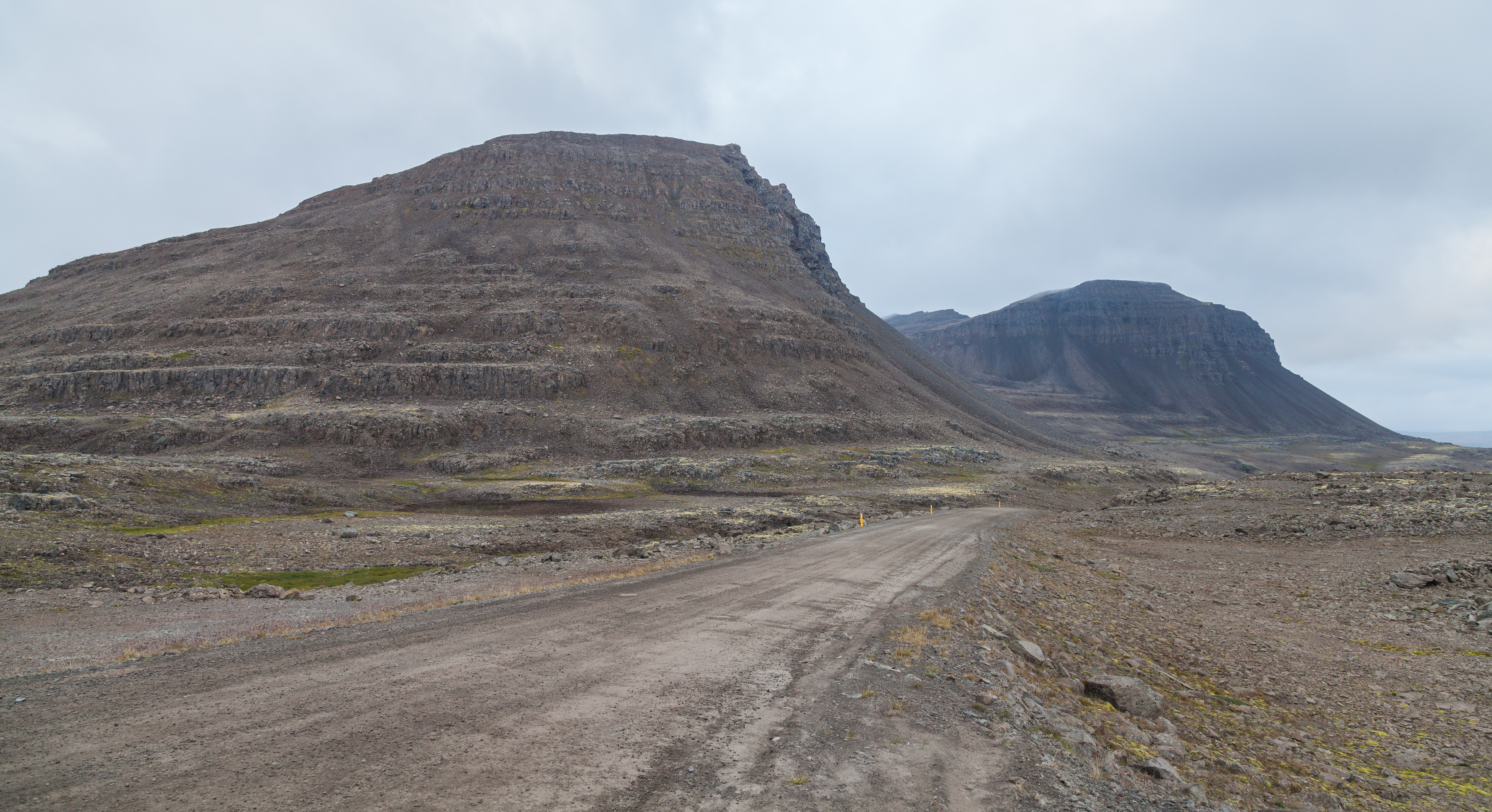
Naturreservatet Vatnsfjörður, Västfjordarna.
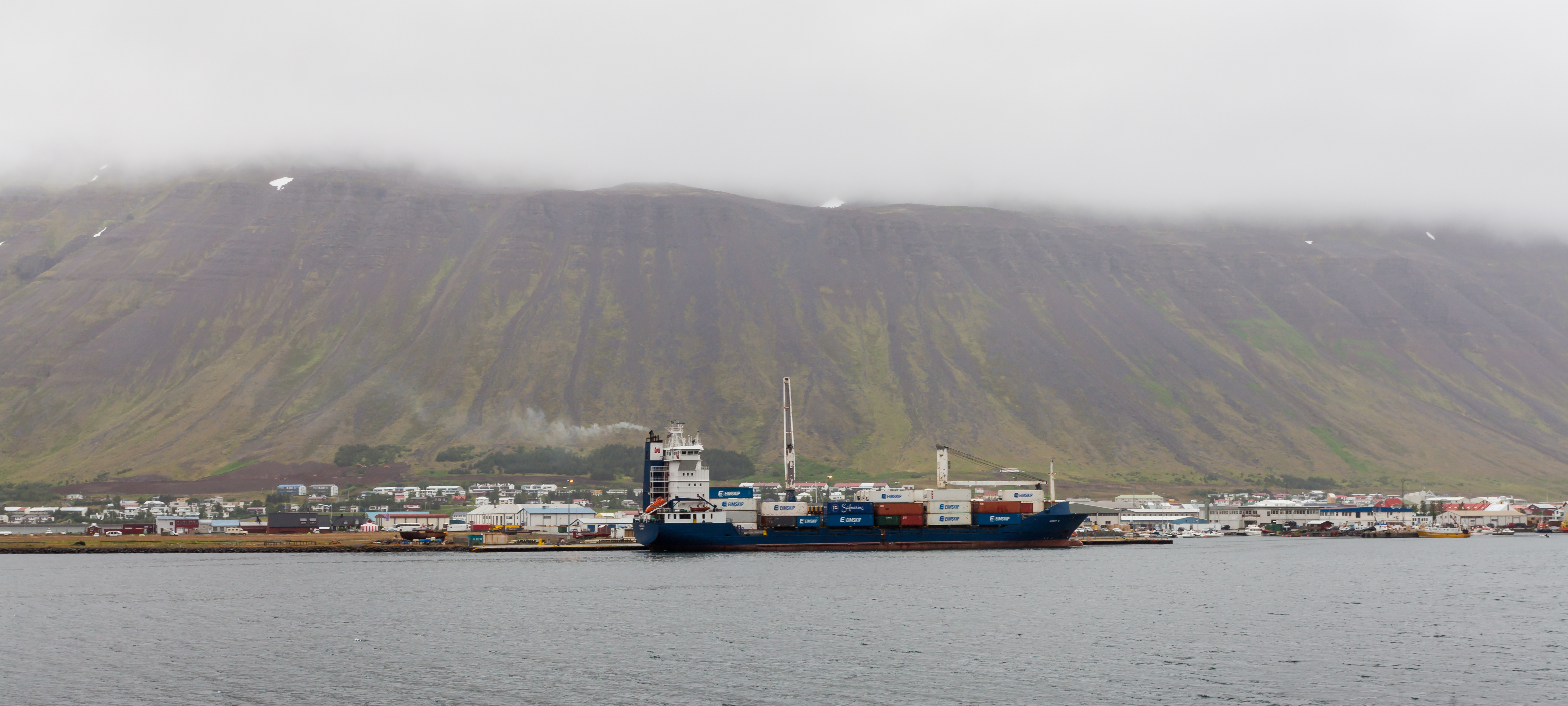
Ísafjörður, Västfjordarna.